# Bu Wancang
Bu Wancang (en chino tradicional, 卜万蒼; en chino simplificado, 卜万苍; pinyin, Bǔ Wàncāng) (Anhui, 1903 — 1974) fue un prolífico guionista y director de cine chino entre los años 1920 y los años 1960. También es conocido por sus nombres Baak Maan Chong, en cantonés y Richard Poh, en inglés.

## Carrera
Bu comenzó su carrera como miembro de la escena cinematográfica de Shanghái, trabajando en varios estudios antes de comenzar a trabajar como director de la Mingxing, una de las principales productoras de cine chino. En 1931 comenzó a trabajar para Lianhua, la compañía rival de la Mingxing, y fue en Lianhua donde dirigió películas como Amor y deber (Lian ai yu yi wu, 1931) y Una rama de ciruelo (Yi jian mei, 1931), ambas protagonizadas por la actriz Ruan Lingyu.
Como la guerra con Japón se intensificaba, Bu realizó varias películas en la que introducía sutilmente una temática patriótica, la más notable la realizó en 1939, Mulán se une al ejército (Mulan cong jun). Sin embargo, una vez Japón tomó totalmente el control de Shanghái y de las productoras de cine, se vio obligado a realizar varias películas propagandísticas, promoviendo la Esfera de coprosperidad del este de Asia, de las que Eternity (1942) es una de las más notables muestras. Tras la guerra, sus compañeros le condenaron al ostracismo por estas películas, lo que provocó su fuga a Hong Kong en 1948, donde continuó realizando películas hasta su retiro.

## Filmografía

### Años 1920
- Yu jie bing qing (1926)
- Wei hun qi (1926)
- Liang xin fu huo (1926)
- Hu bian chun meng (1927)
- A Couple in Name Only (1927)
- Xiao zhen tan (1928)
- Mei ren guan (1928)
- Tong xin jie (1929)
- Nu ling fu chou ji (1929)
- Liang ai zheng feng (1929)
- Ai qin jia (1929)

### Años 1930
- Hai tian qing chou (1930)
- Ge nu hen (1930)
- Fu zi ying xiong (1930)
- Peach Blossom Weeps Tears of Blood (1931)
- Love and Duty (1931)
- A Spray of Plum Blossoms (1931)
- Xu gu du chun meng (1932)
- Ren dao (1932)
- Three Modern Women (1933)
- Mu xing zhi guang (1933)
- Huang jin shi dai (1934)
- Kai ge (1935)
- Xin ren dao (1937)
- Qi gai qian jin (1938)
- Sable Cicada (1938)
- Mulan Joins the Army (1939)

### Años 1940
- Xiao xiang ye yu, xi shi (1940)
- Bi yu zan (1940)
- Ningwu Pass (1941)
- The Family (1941)
- Eternity (Wan shi liu fang) (1942)
- Bo ai (1942)
- Biao zhun fu ren (1942)
- Yu jia nu (1943)
- Hong lou meng (1945)
- The Soul of China (1948)
- Da liang shan en chou ji (1949)

### Años 1950
- Nu ren yu lao hu (1951)
- Hui mie (1952)
- Fu ren xin (1952)
- Man yuan chun se (1952)
- Hua shen yan ying (1953)
- Qi zi mei (1953)
- Bi xue huang hua (1954)
- Zai chun hua (1954)
- Tang bo hu yu qiu xiang (1956)
- Yu ge (1956)
- Chang xiang (1956)
- San zi mei (1957)
- Ye lai xiang (1957)
- Yi ye feng liu (1958)
- Dou fu xi shi (1959)
- Stolen Love (1959)

### Años 1960
- Dai jia chun xin (1960)
- Kuer liulang ji (1960)
- Tong chuang yi meng (1960)
- Liang dai nu xing (1960)
- Xi xiang feng (1960)
- Hong nan lu nu (1960)
- Di er wen (1960)
- Mang mu de ai qing (1961)
- Zhao wu niang (1963)